# Лозовской городской совет
Лозовско́й либо Лозо́вский городско́й сове́т (до 1936 года — се́льский сове́т) — входит в состав Харьковской области Украины.
Административный центр городского совета находится в городе Лозовая.

## История
- 1920-е годы — дата образования Лозовского сельского Совета депутатов трудящихся в составе … волости Павлоградского(?) уезда Екатеринославской губернии Украинской Советской Социалистической Республики.
- С марта 1923 года по июнь 1926 — в составе Павлоградского о́круга, с июля 1926 - в составе Харьковского (либо Изюмского?) округа, с февраля 1932 — в Харьковской области УССР.
- 1936 — дата образования из сельского в городской совет после присвоения Лозовой статуса город.

## Местные советы территориальной городской общины
- Паню́тинский поселковый совет
- Домаша́нский сельский совет

## Населённые пункты совета
- город Лозова́я
- пгт Паню́тино
- село Хле́бное
- село Герсева́новское
- Лесовское
- село Дома́ха
- село Украинское